# 1956 у Миколаєві
| Роки в Миколаєві ← • 1901 • 1902 • 1903 • 1904 • 1905 • 1906 • 1907 • 1908 • 1909 • 1910 • 1911 • 1912 • 1913 • 1914 • 1915 • 1916 • 1917 • 1918 • 1919 • 1920 • 1921 • 1922 • 1923 • 1924 • 1925 • 1926 • 1927 • 1928 • 1929 • 1930 • 1931 • 1932 • 1933 • 1934 • 1935 • 1936 • 1937 • 1938 • 1939 • 1940 • 1941 • 1942 • 1943 • 1944 • 1945 • 1946 • 1947 • 1948 • 1949 • 1950 • 1951 • 1952 • 1953 • 1954 • 1955 • 1956 • 1957 • 1958 • 1959 • 1960 • 1961 • 1962 • 1963 • 1964 • 1965 • 1966 • 1967 • 1968 • 1969 • 1970 • 1971 • 1972 • 1973 • 1974 • 1975 • 1976 • 1977 • 1978 • 1979 • 1980 • 1981 • 1982 • 1983 • 1984 • 1985 • 1986 • 1987 • 1988 • 1989 • 1990 • 1991 • 1992 • 1993 • 1994 • 1995 • 1996 • 1997 • 1998 • 1999 • 2000 • → |

1956 у Миколаєві — список важливих подій, що відбулись у 1956 році в Миколаєві. Також подано перелік відомих осіб, пов'язаних з містом, що народились або померли цього року, отримали почесні звання від міста.

## Події

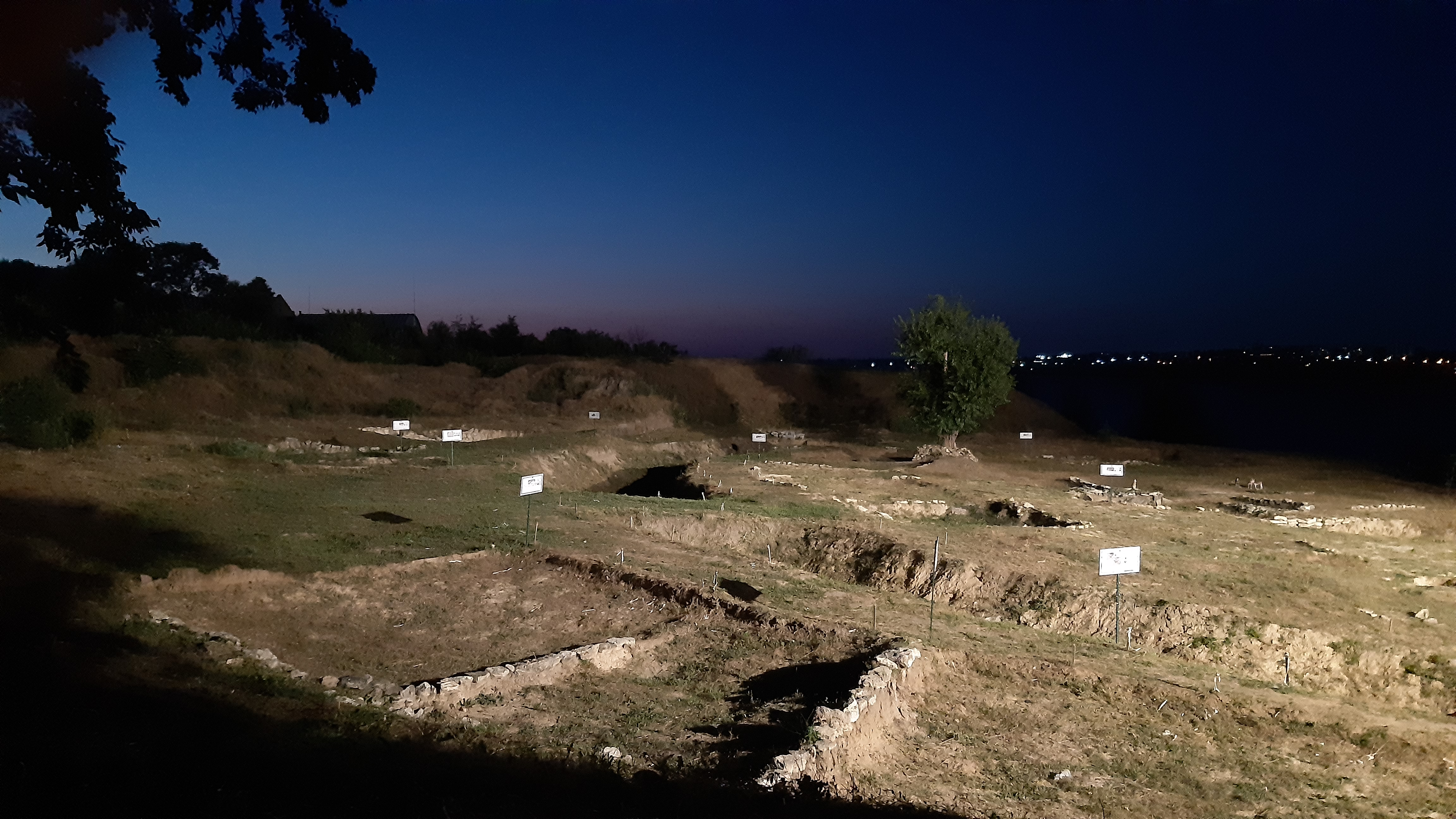
Розкопки городища в Дикому Саду

- На території Дикого Саду розпочато перші розкопки міста людей кімерійських, які провели археологи КНУ імені Тараса Шевченка Лазар Славін та Олександр Мальований[1].
- 17 листопада — до Миколаєва приєднані села Широка Балка, Кульбакине та селище Горького.
- Будівля костелу святого Йосипа була передана обласному управлінню профтехосвіти під Будинок культури. З метою розміщення чиновницького апарату в будівлі була проведена «реконструкція». Приміщення з унікальною акустикою було перегороджено горизонтальним перекриттям і на другому поверсі був розміщений великий зал. На вежах, замість хрестів повісили зірки, на місці вівтаря влаштували сцену. У такому вигляді будівля простояла до часів перебудови.

## Особи

### Очільники
- Голова виконавчого комітету Миколаївської міської ради — Григорій Сірченко.
- 1-й секретар Миколаївського міського комітету КПУ — Костянтин Каранда.

### Народились
- Боляков Дмитро Леонідович (нар. 14 жовтня 1956, Акбулак, Оренбурзька область, РРФСР — пом. 19 квітня 2021, Миколаїв) — радянський і український художник і реставратор.
- Володимир (Ладика) (у миру Лади́ка Миросла́в Олексі́йович; нар. 5 січня 1956, Вівня Стрийського району Львівської області) — архієрей Православної церкви України (до 15 грудня 2018 року — УПЦ Київського патріархату), митрополит Миколаївський та Богоявленський.
- Гоголь Ольга Борисівна (нар. 26 березня 1956, Миколаїв) — українська художниця декоративно-ужиткового мистецтва та педагог. Народний майстер декоративно-ужиткового мистецтва з 1988, членкиня Національної спілки художників України з 1992 року.
- Димитров Михайло Федорович (нар. 30 квітня 1956 р., с. Лісне (Тарутинський район) Одеської області — пом. 3 січня 2022 р., м. Миколаїв) — український політик, педагог, учений, громадський діяч. Кандидат філософських наук. Заслужений працівник культури України.
- Єнтіс Любов Степанівна (нар. 11 січня 1956, Миколаїв) — українська педагог і діячка культури, кандидат педагогічних наук (1997), професор (2003).
- Капацина Василь Миколайович (нар. 13 січня 1956, Первомайськ, Миколаївська область) — екс-начальник Миколаївського морського торговельного порту (2005—2010). Заслужений працівник транспорту України. Почесний громадянин міста Первомайська. З грудня 2018 року власник суднобудівного та судноремонтного заводу «Океан», який придбав на публічному аукціоні після того, як підприємство пройшло процедуру банкрутства.
- Мучник Лариса Львівна (нар. 31 липня 1956, Коростишів, Житомирська область — пом. 5 лютого 2015, Миколаїв) — українська шахістка і дитячий шаховий тренер. Дворазова чемпіонка Української РСР (1980, 1985), триразова призерка чемпіонатів СРСР, шестиразова учасниця зональних турнірів чемпіонатів світу з шахів серед жінок. Міжнародний майстер, майстер спорту СРСР та України.
- Настенко Олександр Анатолійович (нар. 1 лютого 1956, місто Гайворон, Кіровоградська область) — український політик. Народний депутат України 3-го скликання. Працював у газетах «Ленінське плем'я», «Прапор Жовтня», «Південна правда», 1990 — завідувач відділу газети «Вечерний Николаев». Колишній голова Миколаївської обласної організації партії ВО «Батьківщина».
- Оленєв Анатолій Петрович (нар. 12 лютого 1956, Миколаїв) — радянський футболіст, півзахисник та тренер. Майстер спорту СРСР (1977). У Вищій лізі СРСР провів не менше 200 матчів, забив не менше 15 м'ячів.
- Смирнов Олександр Миколайович (нар. 6 червня 1956, село Дмитрівка Полтавської області) — український діяч, виконувач обов'язків голови Миколаївської обласної ради (2014—2015 рр.).
- Стульчин Віктор Юрійович (нар. 2 лютого 1956) — радянський та український футболіст, нападник та півзахисник. Майстер спорту СРСР (1974). У складі клубу «Суднобудівник» провів 36 матчів, забив 12 голів.
- Яковенко Олексій Олександрович (нар. 1 червня 1956) — радянський футболіст, нападник та півзахисник. У складі клубу «Суднобудівник» провів 48 матчів, забив 2 голи.